# Дмитриев, Андрей Александрович
Андрей Александрович Дмитриев — советский актёр, сын известного дирижёра А. С. Дмитриева.

## Роли в кино
- 1972 — Учитель пения — Андрей Вишняков
- 1973 — Открытая книга — Андрюша Львов в детстве
- 1974 — Пятёрка за лето — Толя Еремеев

## Интересные факты
- На сайте Кино-Театр. Ру Андрею Дмитриеву ошибочно приписывается роль Егорки в фильме «Солдат и слон», которую сыграл его однофамилец Алексей Дмитриев.